# Doug Lamborn

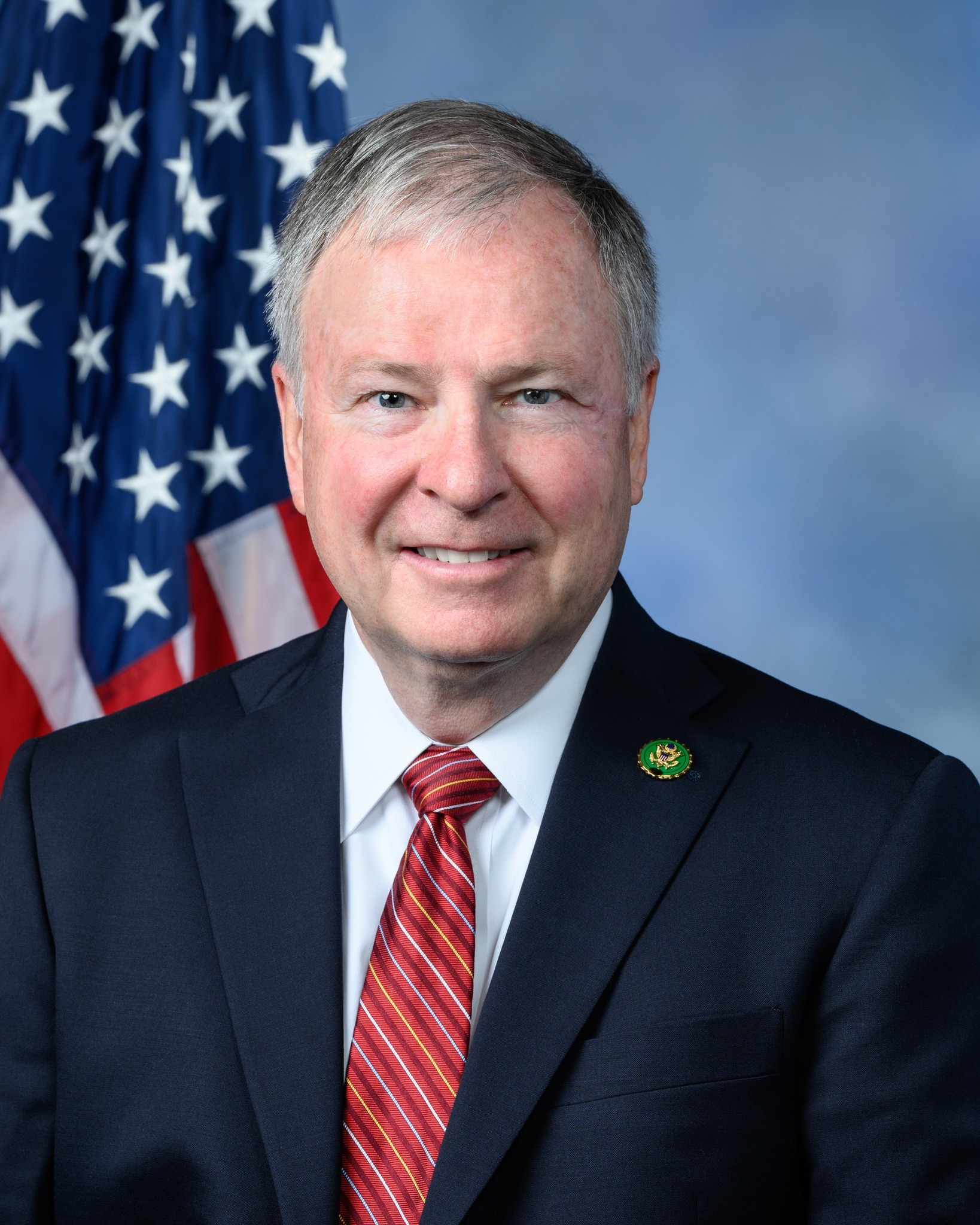
Doug Lamborn (2023)

Douglas Lawrence „Doug“ Lamborn (* 24. Mai 1954 in Leavenworth, Kansas) ist ein US-amerikanischer Politiker der Republikanischen Partei. Von 2007 bis 2025 vertrat er den fünften Distrikt des Bundesstaats Colorado als Mitglied des Repräsentantenhauses.

## Leben
Doug Lamborn studierte zunächst an der University of Kansas in Lawrence und schloss dort 1978 als Bachelor of Science in Journalismus ab; 1985 erfolgte die Promotion zum Juris Doctor. In der Folge arbeitete er zunächst als Anwalt in seiner eigenen Kanzlei sowie in der Immobilienbranche.
Mit seiner Frau Jeanie hat fünf erwachsene Kinder. Das Paar ist seit über 45 Jahren verheiratet.

## Politische Laufbahn
1995 wurde er ins Repräsentantenhaus von Colorado gewählt, dem er bis 1998 angehörte; danach war er bis 2006 Staatssenator, wo er zwischen 1999 und 2000 als Präsident pro tempore fungierte.
2006 erfolgte schließlich die Wahl ins Repräsentantenhaus in Washington, wo er dem nicht mehr kandidierenden Joel Hefley folgte. Er hatte mit 59,6 % gewinnen können. Zwei Jahre später (2008) verteidigte er seinen Sitz mit 60 Prozent der Stimmen gegen den Demokraten Hal Bidlack. Die Wahl 2010 konnte er mit 65,8 % gegen Kevin Bradley von der Demokratischen Partei sowie zum dritten Mal gegen Brian Scott gewinnen. Bei der Wahl zum Repräsentantenhaus der Vereinigten Staaten 2012 konnte er seinen Sitz mit 65 Prozent gegen vier Mitbewerber verteidigen. Mit 59,8 % besiegte er im Jahr 2014 den Demokraten Irv Halter. 2016 konnte er mit 62,3 % wieder deutlicher gewinnen, er besiegte zwei Kandidaten. Am 23. April 2018 entschied der Oberste Gerichtshof von Colorado, dass Doug Lamborn keine ausreichende Anzahl von Unterstützerstimmen für die Vorwahlen 2018 gesammelt habe und daher nicht auf dem Wahlzettel der Republikaner erscheinen könne. Diese Entscheidung wurde am 1. Mai durch einen Bundesrichter überstimmt. Die allgemeine Wahl des Jahres 2018 konnte er mit 57 % gewinnen. 2020 wurde er wiederum in seinem Amt bestätigt, dieses Mal besiegte er vier weitere Bewerber mit 57,5 % der Stimmen. Bei den Wahlen 2022 setzte er sich mit 56,0 % gegen David Torres von der Demokratischen Partei sowie drei weitere Mitbewerber durch. Er wurde bei allen acht Wahlen seit 2006 in seinem Amt bestätigt wurde. Im Januar 2024 teilte Lamborn mit, dass er 2024 nicht erneut zur Wahl antrete. Seine neunte Legislaturperiode im Repräsentantenhaus des 118. Kongresses lief zum 3. Januar 2025 aus.

### Ausschüsse
Lamborn war zuletzt Mitglied in folgenden Ausschüssen des Repräsentantenhauses:
- Committee on Armed Services
  - Strategic Forces
  - Tactical Air and Land Forces
- Committee on Natural Resources
  - Energy and Mineral Resources
  - Federal Lands

Zuvor war auch Mitglied im Committee on Veterans’ Affairs.

### Kontroversen
Lamborn gehörte zu den Mitgliedern des Repräsentantenhauses, die bei der Auszählung der Wahlmännerstimmen bei der Präsidentschaftswahl 2020 für die Anfechtung des Wahlergebnis stimmten. Präsident Trump hatte wiederholt propagiert, dass es umfangreichen Wahlbetrug gegeben hätte, so dass er sich als Sieger der Wahl sah. Für diese Behauptungen wurden keinerlei glaubhafte Beweise eingebracht. Der Supreme Court wies eine entsprechende Klage mit großer Mehrheit ab, wobei sich auch alle drei von Trump nominierten Richter gegen die Klage stellten.

### COVID-19-Pandemie
Lamborn erkrankte im November 2020 an COVID-19; zuvor waren mehrere seiner Mitarbeiter erkrankt.
Ein ehemaliger Mitarbeiter schrieb in einer Klage im Mai 2021, Lamborn habe am 20. April 2020 COVID-19 als Zeitungsente („Hoax“) bezeichnet und sich gegen das Tragen von Masken in seinen Büroräumen gewandt. Er hatte laut Klageschrift auf Arbeitsplatzpräsenz seiner Mitarbeiter im Büro in Washington, wie auch im Wahlkreis bestanden und soll im Oktober 2020 während der COVID-19-Pandemie geäußert haben, dass es ihn nicht kümmere, wenn seine Mitarbeiter es kriegen würden.